# Fabes con almejas
Les fabes con almejas (en espagnol) ou fabes con amasueles (en asturien), qui signifie « palourdes aux haricots », sont un ragoût de palourdes et de haricots qui a vu le jour dans la principauté des Asturies au XIXe siècle comme plat paysan. C'est une variante plus légère de la fabada asturienne dont les ingrédients principaux sont la saucisse, les haricots et le porc.
La recette traditionnelle des fabes con amasueless comprend des petites palourdes, des fèves, des oignons, de l'ail, du sel, du safran, des feuilles de laurier, de l'huile d'olive, du persil, de la chapelure et parfois du paprika doux,.